# Where Do We Go from Here?
Where Do We Go from Here? es el octavo álbum de estudio de la banda inglesa de metal Asking Alexandria, y el cuarto desde el regreso de Danny Worsnop. Fue lanzado el 25 de agosto de 2023 a través de Better Noise Music y siendo producido por Matt Good.
Es también el último álbum donde participa el guitarrista y miembro fundador Ben Bruce quien se retiraría del grupo en 2024 para pasar más tiempo con su familia. 

## Antecedentes y promoción
El 29 de abril de 2023, Asking Alexandria lanzó un vídeo teaser de su nueva canción "Dark Void", disponible el 12 de mayo. Ese día, la banda dio a conocer oficialmente el sencillo y su correspondiente vídeo musical. El 12 de junio revelaron el título del álbum.
El 16 de junio, la banda estrenó dos sencillos "Psycho" y "Bad Blood" junto con un vídeo musical que los acompañaba para "Psycho". El 7 de julio publicaron oficialmente la fecha de lanzamiento, la portada del álbum y la lista de canciones.

## Lista de canciones
Todas las letras escritas por Asking Alexandria, toda la música compuesta por Asking Alexandria. 
| N.º | Título                         | Duración |  |
| 1.  | «Bad Blood»                    | 3:30     |  |
| 2.  | «Things Could Be Different»    | 3:35     |  |
| 3.  | «Let Go»                       | 4:13     |  |
| 4.  | «Psycho»                       | 3:56     |  |
| 5.  | «Dark Void»                    | 3:52     |  |
| 6.  | «Nothing Left»                 | 4:27     |  |
| 7.  | «Feel»                         | 3:32     |  |
| 8.  | «Let the Dead Take Me»         | 3:44     |  |
| 9.  | «Kill It with Fire»            | 1:06     |  |
| 10. | «Holding on to Something More» | 3:24     |  |
| 11. | «Where Do We Go from Here?»    | 4:09     |  |

## Personal
Asking Alexandria
- Danny Worsnop: voz principal.
- Ben Bruce: guitarra líder, segunda voz, coros.
- Cameron Liddell: guitarra rítmica.
- Sam Bettley: bajo, piano
- James Cassells: batería.

Producción
- Matt Good: productor